# Valdecasa
Valdecasa – gmina w Hiszpanii, w prowincji Ávila, w Kastylii i León, o powierzchni 21,76 km². W 2011 roku gmina liczyła 70 mieszkańców.